# 藤岡麻美
藤岡麻美（Mami Fujioka，1982年5月27日—），是日本的女演員、創作歌手，出生於福島縣，成長於千葉縣鎌谷市。身高162公分，體重48公斤，鞋碼23.5公分，血型A型。自2013年3月起移居臺灣發展，現隸屬於極科娛樂有限公司。
家中二男二女四兄弟姐妹中排行第二（長女），其兄為演員兼模特兒的藤岡靛。

## 作品

### 電視劇
| 上映年分 | 國家/區域 | 電視劇              | 飾演角色       | 備註                     |
| -------- | --------- | ------------------- | -------------- | ------------------------ |
| 2006 年  | 日本      | 新娘犯太歲          | 鈴木さやか     |                          |
| 2006 年  | 日本      | 小孤島大醫生2006    | 鳴海良子       | 最終集登場，鳴海慧的妻子 |
| 2008 年  | 日本      | 相棒Season6         |                | 第10集出場               |
| 2008 年  | 日本      | 法律事務所2         |                |                          |
| 2008 年  | 日本      | 科調所的女法研第8季 | 佐藤瞳         | 第3集出場                |
| 2014 年  | 臺灣      | 你照亮我星球        | 丁禹彬的經紀人 | 在第3、5、7-8集登場      |
| 2015 年  | 臺灣      | 春梅                | 川島           | 總護長，在第43-46集登場  |
| 2020 年  | 臺灣      | 腦波小姐            | 菊優           |                          |

### 電影
| 上映年分 | 國家 | 電影                    | 飾演角色 | 備註                                   |
| -------- | ---- | ----------------------- | -------- | -------------------------------------- |
| 2006年   | 日本 | 調布空港                |          |                                        |
| 待上映   | 日本 | 淺井哲彥空手道傳記 （武魂〜浅井哲彦物語〜） | 陳惠珠   | 2016年拍攝，下村優執導，中江翼等人參演 |

### 短片
- 臺灣觀光局「Anytime for Taiwan」（2014年7月～）
- 極武 動作小劇場「减肥Lose Weight」（2015年8月～）

### 音樂

#### 專輯
1. （2003年7月24日）作詞、作曲
2. （2004年4月28日）作詞、作曲
3. （2011年12月17日）作詞、作曲

#### 合作專輯
- 藤岡麻美×NONCHI （2015年10月23日）

1. 作詞、作曲：NONCHI　編曲：尾飛良幸
2. 作詞：NONCHI　作曲：NONCHI/藤岡麻美　編曲：尾飛良幸
3. 作詞：NONCHI　作曲：NONCHI/藤岡麻美　編曲：藤岡麻美/小西貴雄
4. 作詞：NONCHI　作曲：NONCHI/藤岡麻美　編曲：尾飛良幸
5. 作詞：NONCHI　作曲：NONCHI/藤岡麻美　編曲：小西貴雄
6. 作詞：NONCHI　作曲：NONCHI/藤岡麻美　編曲：藤岡麻美
7. 作詞、作曲、編曲：藤岡麻美

#### 樂曲提供
- 彩瀬佑育「Another hero」（專輯、2007年3月30日）- 第4曲作詞
- 鈴愛「Summer Time Blue」（2009年11月4日）- 作曲
- 佐々木由香「プラスティックムーン」（2009年）- 作曲
- 涼城えみ「星屑になった青い魚」（2010年2月）- 作曲
- 涼城えみ「if」（2010年3月）- 作曲
- 梶原加奈江「全て同じ一日」（2010年4月）- 作曲

## 外部連結
- Mami Fujioka Official Web Site （页面存档备份，存于）
- Ameba 藤岡麻美Official Blog （页面存档备份，存于）
- GREE 藤岡麻美 Official Blog （页面存档备份，存于）
- 藤岡麻美 Official Twitter（页面存档备份，存于）
- 藤岡麻美 Mami Fujioka Official Facebook Page （页面存档备份，存于）
- 藤岡麻美的Instagram帳戶
- 藤岡麻美的新浪微博
- YouTube上的藤岡麻美頻道